# Messigny-et-Vantoux
Messigny-et-Vantoux is een gemeente in het Franse departement Côte-d'Or (regio Bourgogne-Franche-Comté). De plaats maakt deel uit van het arrondissement Dijon. Messigny-et-Vantoux telde op 1 januari 2022 1.694 inwoners.

## Geografie
De oppervlakte van Messigny-et-Vantoux bedroeg op 1 januari 2022 33,92 vierkante kilometer; de bevolkingsdichtheid was toen 49,9 inwoners per km².
De onderstaande kaart toont de ligging van Messigny-et-Vantoux met de belangrijkste infrastructuur en aangrenzende gemeenten.

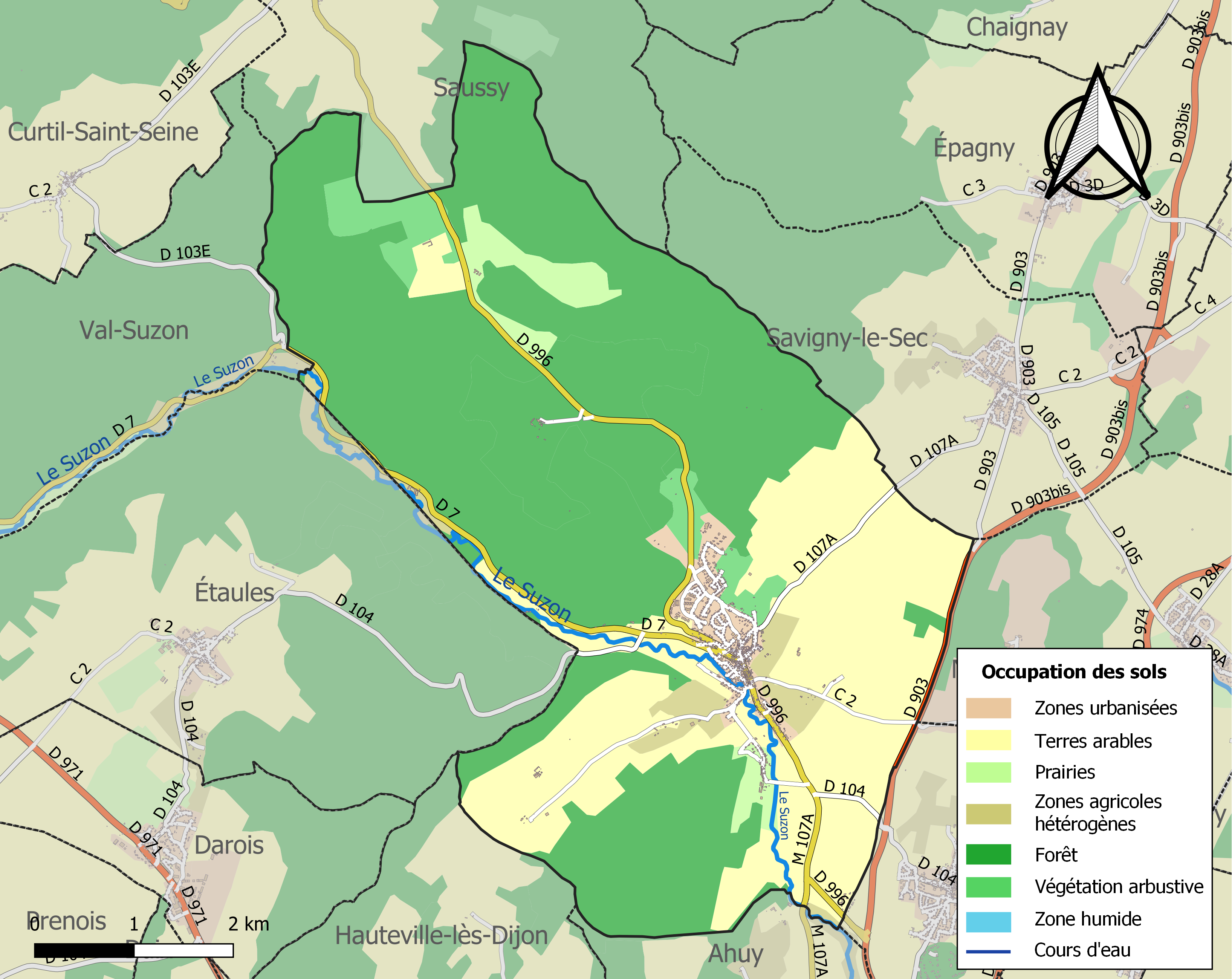

## Demografie
Onderstaande figuur toont het verloop van het inwonertal (bron: INSEE-tellingen).